# تحالف الخضر واليسار (إيطاليا)
تحالف الخضر واليسار هو تحالف سياسي يساري نشط في إيطاليا، تم إطلاقه في 2 يوليو 2022 كاتحاد لحزبين سياسيين هما اليسار الإيطالي وأوروبا الخضراء.
غالبًا ما يشار إلى التحالف باسم تحالف الأحمر والأخضر وقائده هو أنجلو بونيلي المتحدث باسم أوروبا الخضراء.

## التاريخ

### خلفية
في يناير 2022 شكل اليسار الإيطالي وأوروبا الخضراء «اتفاقية تشاور» تهدف إلى التعاون في الانتخابات الرئاسية الإيطالية لعام 2022 التي عقدت في أواخر يناير. في هذا السياق قرر الحزبان دعم لويجي مانكوني الخبير في قضايا حقوق الإنسان والنائب السابق عن اتحاد الخضر وديمقراطيي اليسار والحزب الديمقراطي.
في يونيو 2022 وافق المجلس الوطني في اليسار الإيطالي رسميًا على التحالف مع أوروبا الخضراء، والذي فعل الشيء نفسه في جمعيته الفيدرالية.
في يوليو 2022 عقد الحزبان مؤتمرًا مشتركًا في روما بعنوان «الطاقات الجديدة» لتعزيز تعاونهما وبرنامج انتخابي موحد. استلهم التحالف عمداً من الاتحاد الشعبي الإيكولوجي والاجتماعي الجديد وهو القائمة اليسارية التي تشكلت في الفترة التي سبقت الانتخابات التشريعية الفرنسية عام 2022. بعد سقوط حكومة ماريو دراجي وهي حكومة وحدة وطنية لم تكن مدعومة من قبل الحزبين حل البرلمان المبكر والدعوة إلى الانتخابات العامة الإيطالية لعام 2022، تم إطلاق التحالف رسميًا. في أغسطس 2022 قام التحالف بإضفاء الطابع الرسمي على اتفاقية انتخابية مع حزب الحزب الديمقراطي.